# 暗黒街の女 (1958年の映画)
『暗黒街の女』（あんこくがいのおんな、Party Girl）は、1958年のアメリカ合衆国の犯罪恋愛映画。ニコラス・レイ監督の最後のハリウッド作品である。出演はロバート・テイラーとシド・チャリシーなど。
フィルム・ノワールとしては珍しいカラー映画である。

## ストーリー
1930年代初頭のシカゴ。暗黒街のボス、リコ・アンジェロの顧問弁護士トミーはリコが経営を握っているキャバレーの踊り子ヴィッキーと出会う。
トミーとヴィッキーはほどなく愛し合うようになり、トミーはリコの仕事を辞めようと思うようになる。
しかし、トミーを逃したくないリコは、ヴィッキーに危害を加えると脅し、新たにリコの仲間となっていたクッキーの弁護をトミーに無理矢理引き受けさせる。
そんな中、クッキーが陪審員を買収していたことが判明し、クッキーとその仲間は業を煮やしたリコに殺される。
追いつめられたトミーはヴィッキーとともに逃げようとするが、警察に逮捕される。
ヴィッキーを守るため、リコに関する証言を拒み続けるトミーだったが、ヴィッキーからの説得と、スチュワート検事の一計によって証言せざるを得なくなる。
リコの犯罪の全てを告白したトミーは釈放されるが、リコをおびき寄せるために意図的に自らの姿をさらす。
しかし、警察の手引きで逃がされていたはずのヴィッキーがリコらに掴まっていたことを知ったトミーは、密かに警察に行き先を残してヴィッキーを救いに向かう。
そしてヴィッキーに硫酸をかけようとしているリコを得意の弁舌で説得することで時間を稼ぐ。
そこにようやく警察が到着、リコは手にしていた硫酸を誤って浴びて死ぬ。

## キャスト
- トーマス（トミー）・ファーレル: ロバート・テイラー - リコの顧問弁護士。子供の頃の怪我がもとで左足が不自由。
- ヴィッキー・ゲイ: シド・チャリシー - リコが経営を握っているキャバレーの踊り子。
- リコ・アンジェロ: リー・J・コッブ - 暗黒街のボス。女優ジーン・ハーロウの熱狂的なファンだった。
- ルイ（ラッキー・ルーイー）・カネット: ジョン・アイアランド - リコの子分。殺人容疑で起訴され有罪確実とされていたがトミーの弁護で無罪に。
- ジェフリー・スチュワート: ケント・スミス（英語版） - 州検事。マフィア特別捜査官。上院議員を目指している。
- ジェヌヴィエーヴ: クレア・ケリー（英語版） - トミーの別居中の妻。離婚に応じようとしない。
- クッキー・ラモッテ: コリー・アレン - リコの新しい相棒のギャング。凶暴な殺人狂。

## 備考
1928年の米映画『暗黒街の女』（原題：Ladies of the Mob）とは無関係である。